# Leopoldo Luque
Leopoldo Jacinto Luque (Santa Fe, 3 de mayo de 1949-Mendoza, 15 de febrero de 2021) fue un futbolista y director técnico argentino. Es considerado como uno de los grandes centrodelanteros en la historia del fútbol argentino.
Con la Selección argentina se consagró campeón en la Copa Mundial de Fútbol de 1978, en la que anotó un total de cuatro goles.

## Biografía
Nació en la ciudad de Santa Fe el 3 de mayo de 1949. Vivió y se crio junto a su padre de profesión zapatero, su madre ama de casa y a sus cuatro hermanos (un varón y tres mujeres) en el barrio Guadalupe Oeste (Calles Pasaje Koch al 1200).
Entre 2017 y 2018, el director Matías Riccardi filmó un documental sobre su vida titulado "Leopoldo Jacinto, vida de campeón"; el mismo fue estrenado en 2019.

## Trayectoria
Se inició en las divisiones inferiores de Unión de Santa Fe, pero por las pocas posibilidades de jugar, fue prestado a Sportivo Guadalupe de la Liga Santafesina.
De regreso en Unión no fue tenido en cuenta y, para que no quedara libre, el club decidió cederlo primero a Gimnasia y Esgrima de Jujuy. Debutando en 1969 por la liga jujeña en el clásico contra Altos Hornos Zapla, anotó tres goles. 
Luego pasó a Central Norte de Salta, lugar donde habría realizado el servicio militar, llamado popularmente como «La Colimba». Su debut oficial se produjo el 4 de marzo de 1970, en un partido ante Chacarita Juniors, señalando un gol por la Copa Argentina de ese año.
En 1971 volvió a Unión, pero solamente para encontrarse con la noticia de que quedaba libre: estuvo muy cerca de dejar el fútbol, sin embargo, encontró refugio nuevamente en la Liga Santafesina jugando para Atenas de Santo Tomé, donde tuvo un gran año siendo goleador.
En 1972 se incorpora a Rosario Central y con 23 años hace su debut en la Primera División, el 26 de noviembre por la fecha 9 del Torneo Nacional de aquel año enfrentando a Lanús como visitante (1-1). En total fueron cuatro los partidos jugados por Luque en el Canalla, marcando tres goles.
Más tarde, Unión, el mismo club que dos años antes lo había dejado libre, decide recomprarlo para disputar el torneo de la Primera B de 1973. Ya en 1974 logró el ascenso a Primera División, siendo además el capitán del equipo. En el partido desempate ante Estudiantes de Caseros jugado en Campana actuó como puntero derecho y dio el pase decisivo para que Hilario Bravi marcara el gol de la victoria.

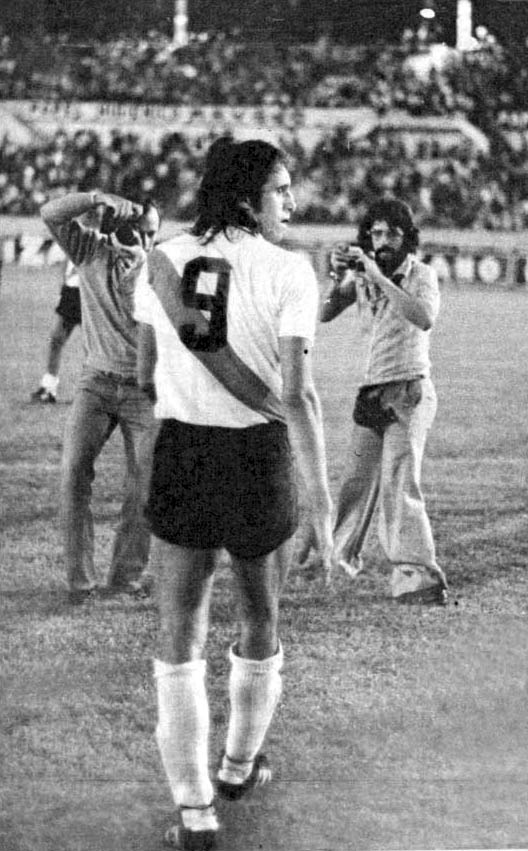
En el día que convirtió cinco goles para River frente a San Lorenzo

En el Torneo Metropolitano de 1975 tuvo una destacada campaña con Unión alcanzando el cuarto lugar, bajo la dirección técnica de Juan Carlos Lorenzo. A raíz de esto pasó a River Plate, en donde permanecería desde 1975 a 1980. Su debut el 21 de septiembre de 1975 resultó todo un éxito: nada menos que en el superclásico frente a Boca Juniors en La Bombonera, hizo el gol del triunfo 2-1. En el club convirtió 75 goles en 176 encuentros, consiguiendo durante su estadía el Torneo Nacional de 1975 y 1979, y el Metropolitano de 1977, 1979 y 1980. Su mejor producción se dio el 22 de febrero de 1976, al anotar en un mismo partido cinco goles para ganar 5-1 ante San Lorenzo de Almagro. Fue el mejor centrodelantero argentino de su época, viviendo jornadas de esplendor con apariciones fulminantes en las áreas rivales y formando ataques de lujo con sus compañeros a los que también les daba pases para convertir. Durante esos años, Juan Carlos Lorenzo quiso llevarlo a Boca Juniors, tal como había hecho con otros jugadores que conocía de su paso por Unión de Santa Fe, pero fue algo que nunca se concretó.
En 1981 regresó a Unión, donde anotó diez tantos, y luego jugaría durante el segundo semestre de ese año en Los Jaibos del Deportivo Tampico de México, donde señaló diez goles. 
A comienzos de 1982 firmó para Racing Club. Poco le pudo ofrecer a una Academia en crisis. Jugó once partidos del Nacional, marcando tan sólo dos goles, ambos a Platense.
En 1983 fichó para el Santos de Brasil, dónde juega un par de encuentros para luego retornar a su país y llegar al Club Atlético Belgrano de Paraná,  para disputar el certamen de la Liga Paranaense de Fútbol. Posteriormente pasó a Boca Unidos de Corrientes, con el que jugó la final del Torneo Regional en 1984. Se sumó a Chacarita Juniors en el regreso del Funebrero a Primera, donde jugó once partidos sin convertir goles. En 1985 fue la contratación rutilante de Argentino de Firmat para el Torneo Nacional, pero por problemas con el transfer nunca pudo jugar.

### Entrenador
Al poco tiempo de haberse retirado tuvo su primera experiencia como entrenador dirigiendo a Unión de Santa Fe. Luego pasó por Central Córdoba de Santiago del Estero y Belgrano de Córdoba. Ya radicado en Mendoza, Luque también fue técnico de Deportivo Maipú, Gimnasia y Esgrima, Independiente Rivadavia y Argentino en tres ocasiones.

### Dictadura militar
En julio del 2020, Leopoldo Jacinto Luque reveló que fue secuestrado por militares de la dictadura cívico militar argentina. un año después ganar con la selección de fútbol argentina la Copa Mundial de Fútbol de 1978. Antes había vivido otra situación en relación con el régimen, rumbo al debut contra Hungría, que relata en una entrevista:
"El micro tenía una radio Motorola y por ahí recibían las órdenes estos policías. El día del debut, cuando estamos yendo a la cancha, se escucha un ruido en la radio. Se mete una voz que dice: Muchachos, a los jugadores les hablo. No jueguen, no se dejen usar por estas basuras, están matando gente. Y enseguida salta uno de estos tipos y dice: 'Apague esto por favor'. Me acuerdo que se hizo un silencio temeroso"

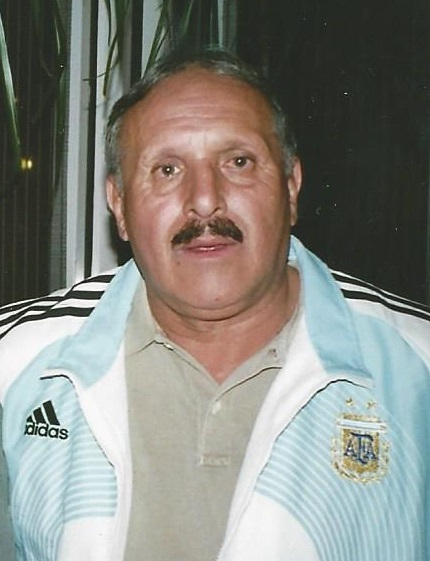
Luque en 2006

En 1979, Leopoldo Jacinto Luque fue asaltado y secuestrado. Según sus propias declaraciones:
"Al principio no dije nada por miedo, andá a saber, si estos loquitos me reconocen, saben dónde vivo, me vienen a buscar. Después fue pasando el tiempo y, qué se yo, lo tenía ahí como una cosa más. Pero me da bronca cuando dicen que salimos campeones gracias a la dictadura. Dicen que andábamos con los milicos y a mí los milicos me secuestraron, me robaron y no me mataron de milagro. Ya te digo: cuando empecé a caminar y a encarar para el descampado, en mi cabeza solo esperaba el sonido del disparo, el ‘¡Puum!’ que me matara”
Por decisión del entrenador de River Plate, Ángel Labruna, ese día el delantero no jugó, ya que prefirió cuidarlo para el siguiente encuentro del domingo. Por esto, asistió como parte del público, junto con sus amigos. Al terminar el encuentro, fue en busca de su coche. Notó que un auto lo seguía, acelerando para estar cerca de él. A unas pocas cuadras de su domicilio, decide ceder el paso al automóvil que lo seguía. A la cuadra siguiente, el automóvil se detuvo de manera abrupta. En ese momento, fue asaltado. Luque fue reducido, siendo trasladado en el asiento trasero de su automóvil rumbo a un descampado cerca de la autopista Panamericana, donde fue abandonado. Al cabo de dos meses, fue convocado a una rueda de reconocimiento. Ahí, identificó a un militar como  uno de sus secuestradores, pero prefirió mantener silencio por miedo a las represalias 

## Fallecimiento
En medio de la pandemia por coronavirus, tuvo los primeros síntomas de COVID-19 el 25 de diciembre de 2020, y cuatro días más tarde se lo diagnosticaron. Fue internado en la Clínica de Cuyo en Mendoza; y a pesar de que en principio no tuvo complicaciones, el 4 de enero se complicó su cuadro, con una neumonía bilateral, lo que derivó a una terapia intensiva con asistencia respiratoria. En la mañana del lunes 15 de febrero, sufrió un paro cardiorrespiratorio del cual pudo salir, pero según últimos reportes, quedó con secuelas graves, para ya minutos más tarde perder la vida. Tenía 71 años.

#### Condolencias
Uno de los primeros que lo despidió a través de su cuenta de Instagram fue Alberto Tarantini, compañero suyo en el Mundial 1978 jugado en la Argentina, y en el que el equipo se consagró campeón. Otras personas e instituciones que lo homenajearon fueron Nery Pumpido, Mario Kempes, Ubaldo Fillol, la AFA y los clubes Unión, River Plate, San Lorenzo y Argentino de Mendoza, siendo este último el lugar en el que Luque echó raíces y se afianzó definitivamente, afirmando que era “el club de sus amores”, tuvo gran reconocimiento y despedida por parte de sus hinchas y Comisión Directiva.

## Clubes

### Como jugador
| Club                        | País      | Año       |
| --------------------------- | --------- | --------- |
| Unión de Santa Fe           | Argentina | 1965-1967 |
| Sportivo Guadalupe          | Argentina | 1968      |
| Gimnasia y Esgrima de Jujuy | Argentina | 1969      |
| Central Norte de Salta      | Argentina | 1970      |
| Atenas de Santo Tomé        | Argentina | 1971      |
| Rosario Central             | Argentina | 1972      |
| Unión de Santa Fe           | Argentina | 1973-1975 |
| River Plate                 | Argentina | 1975-1980 |
| Unión de Santa Fe           | Argentina | 1981      |
| Deportivo Tampico           | México    | 1981      |
| Racing                      | Argentina | 1982      |
| Santos                      | Brasil    | 1983      |
| Belgrano de Paraná          | Argentina | 1983      |
| Boca Unidos de Corrientes   | Argentina | 1983-1984 |
| Chacarita Juniors           | Argentina | 1984      |
| Deportivo Maipú             | Argentina | 1985-1986 |

### Como entrenador
| Club                        | País      | Año       |
| --------------------------- | --------- | --------- |
| Unión de Santa Fe           | Argentina | 1986-1987 |
| Belgrano de Paraná          | Argentina | 1988      |
| Sportivo Guadalupe          | Argentina | 1988-1989 |
| Belgrano de Córdoba         | Argentina | 1989      |
| Gimnasia y Esgrima de Jujuy | Argentina | 1990-1991 |
| Central Norte de Salta      | Argentina | 1992-1993 |
| Atenas de Santo Tomé        | Argentina | 1994-1995 |
| Cicles Club Lavalle         | 1995      |           |
| Deportivo Tampico           | México    | 1996-1997 |
| Deportivo Maipú             | Argentina | 1998-1999 |
| Liga de Loja                | Ecuador   | 2000-2001 |
| Independiente Rivadavia     | Argentina | 2003      |
| Club Atlético Argentino     | Argentina | 2014      |

## Selección nacional
Con el seleccionado nacional jugó 45 partidos, convirtiendo 22 goles.
En la edición 1975 quedó como uno de los máximos goleadores de la Copa América al señalar cuatro unidades, junto al colombiano José Ernesto Díaz. Fue uno de los símbolos de la selección dirigida por César Luis Menotti a finales de la década de 1970, consiguiendo la Copa Mundial de Fútbol de 1978, siendo el delantero titular y uno de los goleadores. En el certamen marcó cuatro goles, que lo convirtieron en el segundo goleador de esa formación detrás de Mario Kempes, quien fue Bota de Oro. Con sus cuatro anotaciones terminó cuarto en la tabla general de goleadores detrás de Kempes (6), del peruano Teófilo Cubillas (5) y del holandés Rob Rensenbrink (5), y junto al austriaco Hans Krankl.

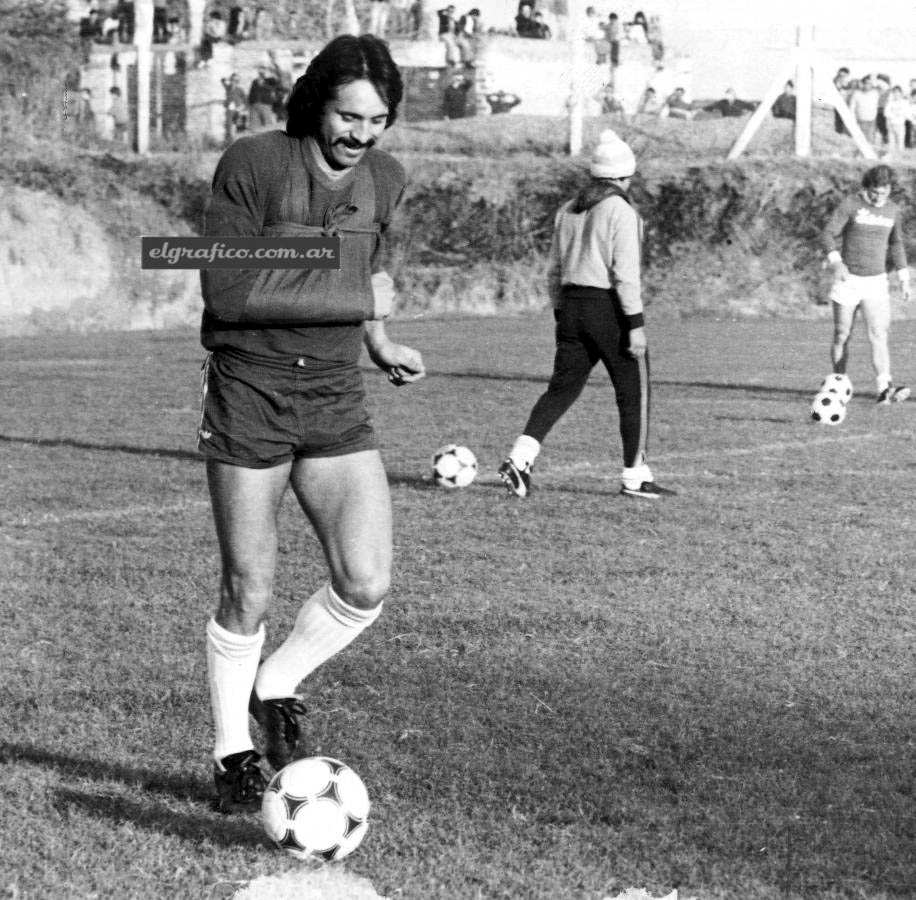
Luque en un entrenamiento previo al Mundial 1978

Desglosando su mundial, le anotó a Hungría en el debut de Argentina, cuando la Albiceleste iba abajo en el marcador. Cabe destacar que el martes 6 de junio durante el partido con Francia (2-1), después de anotar un gol espectacular que le daría el pase a Argentina a la siguiente ronda, el defensa Christian López provocó que trastabillara y al caer se produjo una grave lesión que derivó en la luxación de su codo derecho. Como Argentina había realizado los dos cambios, el equipo continuó con diez hombres, aunque Luque regresó al campo de juego, actuando en los dos últimos minutos con el brazo sujetado por un vendaje.
En la mañana de ese mismo día, su hermano de 24 años Oscar Fernando Luque, apodado "Cacho", que deseaba visitarlo en Buenos Aires, perdió la vida en un accidente mientras viajaba por la Ruta Panamericana en un camión junto a su amigo Leopoldo "Pollo" Cáceres, quien conducía el vehículo. Debido a la tragedia, el delantero salió de la concentración de Argentina para acudir al velatorio, y como consecuencia de estos graves sucesos no estuvo ante Italia y Polonia.
Su regreso con el seleccionado se produjo ante Brasil, donde los rivales continuaron golpeándolo, como en el caso de Oscar, que le dejó un ojo negro. La violencia sobre el artillero fue característico en todo el Mundial, incluida la Final contra Holanda, que este equipo transformó en una carnicería. Leopoldo Luque, al igual que varios jugadores Albicelestes, terminó con su camiseta llena de sangre, después de recibir un golpe en la nariz por parte de uno de los mellizos Van de Kerkhof. Previamente, en el decisivo encuentro ante Perú, que ya estaba eliminado del torneo, convirtió dos goles más. El cuarto, que significó el pase a la final, y el sexto, para cerrar la cuenta.

### Participaciones en Copas del Mundo
| Mundial              | Sede      | Resultado | PJ | Goles |
| -------------------- | --------- | --------- | -- | ----- |
| Copa Mundial de 1978 | Argentina | Campeón   | 5  | 4     |

### Participaciones en Copa América
| Copa              | Sede          | Resultado     | PJ | Goles |
| ----------------- | ------------- | ------------- | -- | ----- |
| Copa América 1975 | Sin sede fija | Quinto puesto | 4  | 4     |

## Estadísticas
|                       | Partidos | Goles | Promedio |
| --------------------- | -------- | ----- | -------- |
| Primera División      | 261      | 100   | 0,38     |
| Copas internacionales | 31       | 9     | 0,29     |
| Selección Argentina   | 45       | 22    | 0,49     |
| Total                 | 337      | 131   | 0,39     |

## Palmarés

### Campeonatos nacionales
| Título           | Club        | País      | Año    |
| ---------------- | ----------- | --------- | ------ |
| Primera División | River Plate | Argentina | N-1975 |
| Primera División | River Plate | Argentina | M-1977 |
| Primera División | River Plate | Argentina | M-1979 |
| Primera División | River Plate | Argentina | N-1979 |
| Primera División | River Plate | Argentina | 1980   |

### Campeonatos internacionales
| Título                  | Club                | Sede      | Año  |
| ----------------------- | ------------------- | --------- | ---- |
| Copa Mundial de la FIFA | Selección Argentina | Argentina | 1978 |

### Distinciones individuales
| Distinción                                    | Año  |
| --------------------------------------------- | ---- |
| Máximo goleador de la Copa América (4 goles). | 1975 |